# Selección de baloncesto de Ucrania
La selección de baloncesto de Ucrania (en ucraniano: збірна України з баскетболу) es el equipo formado por jugadores de nacionalidad ucraniana que representa a la Federación de Baloncesto de Ucrania en las competiciones internacionales organizadas por la Federación Internacional de Baloncesto (FIBA) o el Comité Olímpico Internacional (COI): los Juegos Olímpicos, la Copa Mundial de Baloncesto y el EuroBasket.
Después de la independencia de Ucrania de la Unión Soviética en 1991 y de unirse a la FIBA en 1992, la selección nacional jugó su primer partido oficial contra Inglaterra el 30 de mayo de 1993. Su mayor éxito hasta ahora en el escenario internacional ha sido clasificarse nueve veces para el EuroBasket, y llegando a la Copa Mundial FIBA por primera vez en 2014.

## Historial

### Copa Mundial
Resultado General: 53.º puesto
| Copa Mundial de Baloncesto |
| --- |
| - 1950: No calificó - 1954: No calificó - 1959: No calificó - 1963: No calificó - 1967: No calificó - 1970: No calificó - 1974: No calificó - 1978: No calificó - 1982: No calificó - 1986: No calificó - 1990: No calificó - 1994: No calificó - 1998: No calificó - 2002: No calificó - 2006: No calificó - 2010: No calificó - 2014: 18° Lugar - 2019: No calificó - 2023: No calificó - 2027: TBD |

### Juegos Olímpicos
| Baloncesto en los Juegos Olímpicos |
| --- |
| - Berlín 1936: No calificó - Londres 1948: No calificó - Helsinki 1952: No calificó - Melbourne 1956: No calificó - Roma 1960: No calificó - Tokio 1964: No calificó - México 1968: No calificó - Múnich 1972: No calificó - Montreal 1976: No calificó - Moscú 1980: No calificó - Los Ángeles 1984: No calificó - Seúl 1988: No calificó - Barcelona 1992: No calificó - Atlanta 1996: No calificó - Sídney 2000: No calificó - Atenas 2004: No calificó - Pekín 2008: No calificó - Londres 2012: No calificó - Río 2016: No calificó - Tokio 2020: No calificó - París 2024: No calificó |

### EuroBasket
| EuroBasket |
| --- |
| - 1935: No participó - 1937: No participó - 1939: No participó - 1946: No participó - 1947: No participó - 1949: No participó - 1951: No participó - 1953: No participó - 1955: No participó - 1957: No participó - 1959: No participó - 1961: No participó - 1963: No participó - 1965: No participó - 1967: No participó - 1969: No participó - 1971: No participó - 1973: No participó - 1975: No participó - 1977: No participó - 1979: No participó - 1981: No participó - 1983: No participó - 1985: No participó - 1987: No participó - 1989: No participó - 1991: No participó - 1993: No participó - 1995: No participó - 1997: 13° Lugar - 1999: No participó - 2001: 14° Lugar - 2003: 14° Lugar - 2005: 16° Lugar - 2007: No participó - 2009: No participó - 2011: 17° Lugar - 2013: 6° Lugar - 2015: 22° Lugar - 2017: 15° Lugar - 2022: 12° Lugar - 2025: TBD |